# OnlyOneOf
OnlyOneOf (кор. 온리원오브) — південнокорейський бой-бенд, заснований у 2019 році компаніями RSVP та 8D Creative. До складу гурту входить шість учасників: Кейбі, Ріє, Ючон, Чунчхі, Мілль, Найн. Сьомий учасник Лав покинув гурт у 2021 році. OnlyOneOf дебютували 28 травня 2019 року з альбомом Dot Point Jump.

## Назва
1 травня 8D Creative оголосила про дебют гурту з семи учасників під назвою «OnlyOneOf», що символізує ідею «однієї людини». Стиль гурту описується як «суберсексуальний», що передбачає поєднання ніжності з вираженою чоловічою сексуальністю. Учасники колективу проходили трирічну підготовку, самостійно створюючи пісні, сценічні постановки, костюми та концепції для щотижневих оцінок.

## Кар'єра

### 2019: дебют ізDot Point Jump таLine Sun Goodness
24 травня було оголошено, що гурт дебютує через чотири дні з двома головними треками — «Savanna» і «Time Leap», які увійшли до мініальбому Dot Point Jump. У день дебюту було випущено лише дві пісні разом із музичними відео, тоді як решта чотири треки поступово публікувалися після кожного 5555-го використання хештегу «#OnlyOneOf» у Twitter. Учасники Кейбі, Лав та Найн брали участь у написанні двох пісень. Трек «Savanna» став вірусним хітом на YouTube, зібравши понад 10 мільйонів переглядів всього за п'ять місяців.
У рамках просування свого дебютного мініальбому гурт протягом семи тижнів виступав на музичних шоу, організував чотиригодинний захід для фанатів та навіть спробував себе в ролі бариста у Сеулі, Пусані та Кванджу. З 1 жовтня гурт запустила 8-серійне реаліті-шоу OnlyOneOf Love Unlock, яке транслювалося на платформах Mnet і M2.
4 жовтня на YouTube з'явився перший тизер другого мініальбому Line Sun Goodness, в якому було оголошено про перше повернення гурту того ж місяця. За тиждень було опубліковано індивідуальне тизер-фото Ючона, де була вказана дата релізу альбому — 30 жовтня. Через технічні проблеми музичне відео на головний трек «Sage» вийшло із затримкою та було опубліковано лише 2 листопада, через три дні після запланованої дати. Ця пісня досліджує теми спокуси та спокутування, а також містить елементи міфології та персонажів, пов'язаних із концепцією OnlyOneOf. Вона була створена креативним директором і продюсером Джейденом Чонгом протягом трьох років, надихаючись релігією та Біблією. Кейбі, Лав та Найн знову створили тексти, музику та аранжування для трьох з шести композицій.
Після виходу свого другого мініальбому, OnlyOneOf провели гастролі в Малайзії з 22 по 24 листопада.

### 2020:Unknown Art Pop 2.1та проєктProduced by [ ]
30 січня OnlyOneOf презентували сингл-альбом Unknown Art Pop 2.1, до якого увійшли композиції «Dora Maar» і «Picasso». Пісні розповідають про стосунки між Пабло Пікассо та Дорою Маар з двох різних точок зору. У той же час гурт оголосив конкурс для шанувальників на написання англійських текстів до пісні «Dora Maar». Переможець отримав грошовий приз у розмірі 100 000 доларів, а його версія стала офіційною міжнародною версією, випущеною пізніше. Високо оцінюючи їхній «авангардний підхід», Billboard вказав, що OnlyOneOf є одним з K-pop-новачків, якому варто приділити увагу у 2020 році.
30 квітня було повідомлено, що OnlyOneOf розпочне проєкт під назвою Produced by [ ], в рамках якого заплановано регулярні релізи гурту. Перший сингл-альбом Produced by [ ] Part 1 був створений Греєм, Бойколдом та Ча Ча Мелоуном. Альбом, що містить три композиції, вийшов 21 травня разом із заголовною піснею у стилі EDM та хіп-хоп «Angel» у співавторсті з Греєм. Він зазначив, що прагнув співпрацювати з OnlyOneOf через традиційну K-pop атмосферу та елегантний стиль їхньої музики.
Другий сингл-альбом Produced by [ ] Part 2 включав три пісні від GroovyRoom, Samuel Seo та JR Groove. Він вийшов 27 серпня з титульним треком «A Song of Ice & Fire», який був заснований на про одноіменну серію романів Джорджа Р. Р. Мартіна. У порівнянні з першою частиною серії Produced by [ ] Part 2 пропонувала більш мелодійну музику, ніж хіп-хоп.

### 2021:Instinct Part. 1,Produced by [Myself] та відхід Лава
8 квітня 2021 року OnlyOneOf презентували свій третій мініальбом Instinct Part. 1 з титульною піснею «Libido», яка розглядає теми сексуальних інстинктів та поривів. У створенні композиції та аранжуванні брали участь Кейбі та Найн. Гурт пояснив, що учасники завжди обговорювали, чи є ця тема мистецтвом чи непристойністю, і що вони прагнули порушити табу, що ніколи не робили колективи. В цілому, весь альбом досліджує тему інстинкту та пов'язаний із сексуальною концепцією, яку Джейден Чон мав на увазі під час створення OnlyOneOf.
9 квітня 2021 гурт вперше виступив з піснею «Libido» на шоу M Countdown. Відверта хореографія і надмірна сексуалізація учасників визвали суперечки і обговорення в медіа. У відповідь OnlyOneOf заявили, що це підкреслює тему їхньої музики і висловили сподівання, що публіка зможе зосередитися на загальній естетичній та виразній силі виступу. Мініальбом Instinct Part. 1 отримав найвищий щоденний обсяг продажів для гурту з моменту їх дебюту — 27 926 копій за даними Hanteo Chart та 25 872 копії за Gaon Chart, а станом на 14 квітня продажі перевищили 50 000 копій. Того ж дня OnlyOneOf випустив версію «Guilty Pleasure» кліпу «Libido». Наприкінці року «Libido» було обрано найкращим корейським музичним відео 2021 року за версією Rolling Stone India за те, що він ламає стереотипи та представляє спільноту ЛГБТК+.
У травні Кейбі, Лав та Ріє виконали пісню «Into You» для вебсеріалу «Солодка кров». 15 липня OnlyOneOf випустили свій третій сингл-альбом Produced by [Myself], всі пісні якого були повністю написані самими учасниками.
2 серпня Лав покинув гурт через особисті причини, які не розголошувалися.
10 вересня гурт несподівано презентував сингл-альбом Unknown Ballad 2.3, до якого увійшла пісня «Mono», написана та створена Найном. Ще один сингл-альбом WarmWinterWishes вийшов 23 грудня.

## Учасники
- KB (규빈)
- Rie (리에)
- Yoojung (유정)
- Junji (준지)
- Mill (밀)
- Nine (나인)

### Колишні учасники
- Love (러브) (2019—2021)[40]

## Дискографія

### Збірки
| Назва                      | Деталі |
| -------------------------- | --- |
| OnlyOneOf Japan Best Album | - Реліз: January 12, 2022 (JPN) - Лейбл: Techiku Entertainment - Формат: CD, digital download, streaming Трек-лист 1. "Angel (prod. Gray) (Japanese ver.)" 2. "Blossom (JP+KR Hybrid ver.)" 3. "Sage (JP+KR Hybrid ver.)" 4. "Dora Maar (JP+KR Hybrid ver.)" 5. "Box (JP+KR Hybrid ver.)" 6. "Savanna (JP+KR Hybrid ver.)" |

### Мініальбоми
| Назва                   | Деталі альбому | Пікові позиції у чартах | Пікові позиції у чартах | Продажі       |
| Назва                   | Деталі альбому | KOR                     | JPN                     | Продажі       |
| ----------------------- | --- | ----------------------- | ----------------------- | ------------- |
| Dot Point Jump          | - Dot Point Jump Vol.1 - Реліз: 28 травня 2019 - Лейбл: RSVP, 8D Creative, Kakao M - Формат: CD, цифрове завантаження, стримінг Трек-лист 1. «Time Leap» 2. «Savanna» 3. «Blossom»                                                                      | 27                      | —                       | - KOR: 5,077  |
| Dot Point Jump          | - Dot Point Jump Vol.2 - Реліз: 4 червня 2019 - Лейбл: RSVP, 8D Creative, Kakao M - Формат: CD, цифрове завантаження, стримінг Трек-лист 1. «OnlyOneOf You» 2. «Picasso» 3. «Fragile»                                                                   | 27                      | —                       | - KOR: 5,077  |
| Line Sun Goodness       | - Реліз: 30 жовтня 2019 - Лейбл: RSVP, 8D Creative, Kakao M - Формат: CD, цифрове завантаження, стримінг Трек-лист 1. «Sage» 2. «Time Machine» 3. «Boss» 4. «Desert» 5. «Heartbreak Terminal» 6. «OnlyOneOf Me»                                         | 31                      | —                       | - KOR: 6,072  |
| Instinct Part. 1        | - Реліз: 8 квітня 2021 - Лейбл: 8D Entertainment, Genie Music, Stone - Формат: CD, цифрове завантаження, стримінг Трек-лист 1. «Libido» 2. «Instinct» 3. «Byredo» 4. «Tear of God»                                                                      | 5                       | —                       | - KOR: 57,961 |
| Instinct Part. 2        | - Реліз: 14 січня 2022 - Лейбл: 8D Entertainment, Genie Music, Stone - Формат: CD, цифрове завантаження, стримінг Трек-лист 1. «Skinz» 2. «Suit Dance» 3. «Gaslighting» 4. «Ultimate Bliss»                                                             | 5                       | —                       | - KOR: 51,090 |
| Chrome Arts             | - Реліз: 15 лютого 2023 - Лейбл: Imperial - Формат: CD, цифрове завантаження, стримінг Трек-лист 1. «Suit Dance (Japanese ver.)» 2. «Chrome Arts» 3. «ズルい女» 4. «Libido (Japanese ver.)» 5. «Dora Maar (Japanese ver.)» 6. «Boss (Japanese ver.)»    | —                       | 5                       | - JPN: 8,087  |
| Seoul Collection        | - Реліз: 2 березня 2023 - Лейбл: 8D Entertainment, Genie Music, Stone - Формат: CD, цифрове завантаження, стримінг Трек-лист 1. «Chrome Hearts» 2. «Seoul Drift» 3. «Mirage» 4. «Candy Bomb» 5. «Blueblueseoul» 6. «Nabi» 7. «Dora Maar (English ver.)» | 3                       | —                       | - KOR: 47,852 |
| Things I Can't Say Love | - Реліз: 10 січня 2024 - Лейбл: 8D Entertainment, Genie Music, Stone - Формат: CD, цифрове завантаження, стримінг Трек-лист 1. «Things I Can't Say Love — Instrumental» 2. «Dopamine» 3. «Give Me the Love, Bitxx» 4. «O» 5. «Gravity»                  | 10                      | —                       | - KOR: 49,961 |

### Сингл-альбоми
| Назва                  | Деталі | Пікові позиції у чартах | Продажі       |
| Назва                  | Деталі | KOR                     | Продажі       |
| ---------------------- | --- | ----------------------- | ------------- |
| Produced by [ ] Part 1 | - Реліз: 21 травня 2020 - Лейбл: RSVP, 8D Creative, Genie Music, Stone - Формат: CD, цифрове завантаження, стримінг Трек-лист 1. «Designer (prod. by Boycold)» 2. «Angel (prod. by Gray)» 3. «Heartbreak Theatre (prod. by Cha Cha Malone)»        | 11                      | - KOR: 20,072 |
| Produced by [ ] Part 2 | - Реліз: 27 серпня 2020 - Лейбл: RSVP, 8D Creative, Genie Music, Stone - Формат: CD, цифрове завантаження, стримінг Трек-лист 1. «Bloom (prod. by Samuel Seo)» 2. «A Song of Ice & Fire (prod. by GroovyRoom)» 3. «Off Angel (prod. by JR Groove)» | 8                       | - KOR: 31,618 |
| Produced by [Myself]   | - Реліз: 15 липня 2021 - Лейбл: 8D Entertainment, Genie Music, Stone - Формат: CD, цифрове завантаження, стримінг Трек-лист 1. «Coy» 2. «? (Question Mark)» 3. «Night Flight»                                                                      | —                       | Н/Д           |

### Сингли
| Назва                                                                            | Рік       | Пікові позиції у чартах | Пікові позиції у чартах | Пікові позиції у чартах | Продажі              | Альбом                  |
| Назва                                                                            | Рік       | KOR                     | JPN                     | JPN Hot                 | Продажі              | Альбом                  |
| Корейські                                                                        | Корейські | Корейські               | Корейські               | Корейські               | Корейські            | Корейські               |
| -------------------------------------------------------------------------------- | --------- | ----------------------- | ----------------------- | ----------------------- | -------------------- | ----------------------- |
| «Time Leap»                                                                      | 2019      | —                       | —                       | —                       | Н/Д                  | Dot Point Jump          |
| «Savanna»                                                                        | 2019      | —                       | —                       | —                       | Н/Д                  | Dot Point Jump          |
| «Sage»                                                                           | 2019      | —                       | —                       | —                       | Н/Д                  | Line Sun Goodness       |
| «Dora Maar»                                                                      | 2020      | —                       | —                       | —                       | Н/Д                  | Unknown Art Pop 2.1     |
| «Money (OnlyOneOf Ver.)»                                                         | 2020      | —                       | —                       | —                       | Н/Д                  | Yours Only 2.2          |
| «Angel»                                                                          | 2020      | —                       | —                       | —                       | Н/Д                  | Produced by [ ] Part 1  |
| «A Song Of Ice & Fire»                                                           | 2020      | —                       | —                       | —                       | Н/Д                  | Produced by [ ] Part 2  |
| «Libido»                                                                         | 2021      | —                       | —                       | —                       | Н/Д                  | Instinct Part. 1        |
| «Mono»                                                                           | 2021      | —                       | —                       | —                       | Н/Д                  | Unknown Ballad 2.3      |
| «Melting Snowman»                                                                | 2021      | —                       | —                       | —                       | Н/Д                  | WarmWinterWishes        |
| «Skinz»                                                                          | 2022      | —                       | —                       | —                       | Н/Д                  | Instinct Part. 2        |
| «Seoul Drift»                                                                    | 2023      | —                       | —                       | —                       | Н/Д                  | Seoul Collection        |
| «Evergreen»                                                                      | 2023      | —                       | —                       | —                       | Н/Д                  | Bump Up Business OST    |
| «lOve me»                                                                        | 2023      | —                       | —                       | —                       | Н/Д                  | Bump Up Business OST    |
| «D0pamine»                                                                       | 2024      | —                       | —                       | —                       | Н/Д                  | Things I Can't Say Love |
| «Stay»                                                                           | 2025      | —                       | —                       | —                       | Н/Д                  | Stay                    |
| Японські                                                                         |           |                         |                         |                         |                      |                         |
| «Suit Dance»                                                                     | 2022      | —                       | 5                       | —                       | - JPN: 13,227 (phy.) | Chrome Arts             |
| «Cunning Woman» (ズルい女)                                                       | 2022      | —                       | 13                      | 92                      | - JPN: 15,232 (phy.) | Chrome Arts             |
| «Chrome Arts»                                                                    | 2023      | —                       | —                       | —                       | —                    | Chrome Arts             |
| «—» релізи, що не потрапили у чарти або не були випущені у відповідних регіонах. |           |                         |                         |                         |                      |                         |

## Фільмографія

### Вебсеріали
| Рік  | Назва            | Нотатки      | Прим.  |
| ---- | ---------------- | ------------ | ------ |
| 2023 | Bump Up Business | Всі учасники | [ 60 ] |